# Protoferrosuenoïta
La protoferrosuenoïta és un mineral de la classe dels silicats, que pertany al grup del nom arrel suenoïta. Originàriament va ser anomenada protomanganoferroantofil·lita. En una reorganització dels amfíbols, es va abolir l'ús de mangano i es va requerir un nou nom arrel. L'Associació Mineralògica Internacional va triar suenoïta com a nou nom arrel en honor de Shigeho Sueno (1937 - 11 de març de 2001), professor de mineralogia a la Universitat de Tsukuba i membre de la Societat Mineralògica d'Amèrica.

## Característiques
La protoferrosuenoïta és un silicat de fórmula química ☐{Mn2+₂}{Fe2+₅}(Si₈O22)(OH)₂. Va ser aprovada com a espècie vàlida per l'Associació Mineralògica Internacional l'any 1986, i la primera publicació data del 1998. Cristal·litza en el sistema ortoròmbic. La seva duresa a l'escala de Mohs es troba entre 5,5 i 6.
Segons la classificació de Nickel-Strunz, la protoferrosuenoïta pertany a «09.DD - Inosilicats amb 2 cadenes dobles periòdiques, Si₄O11; ortoamfíbols» juntament amb els següents minerals: ferroantofil·lita, ferrogedrita, gedrita, holmquistita, sodicantofil·lita, sodicferroantofil·lita, sodicferrogedrita, sodicgedrita, ferroholmquistita i protoantofil·lita.

## Formació i jaciments
Va ser descoberta a la mina Nippyo, situada a Awano, a la ciutat de Kanuma (Prefectura de Tochigi, Japó). També ha estat descrita a la propera mina Yokoneyama, també a Awano, i a la pegmatita Suishoyama, a Kawamata (Prefectura de Fukushima). Aquests tres indrets són els únics de tot el planeta on ha estat descrita aquesta espècie mineral.